# Поселенцы (фильм)
«Поселенцы» (швед. Nybyggarna) — кинофильм режиссёра Яна Труэля, вышедший на экраны в 1972 году. Продолжение фильма «Эмигранты» (1971). Фильм основан на двух романах писателя Вильхельма Муберга — «Поселенцы» (Nybyggarna, 1956) и «Последнее письмо в Швецию» (Sista brevet till Sverige, 1959), которые входят в цикл из четырёх произведений, объединяемых под общим названием «Эмигранты» (Utvandrarserien).

## Сюжет
Середина XIX века. Крестьянская семья Карл-Оскар (Макс фон Сюдов) и Кристина (Лив Ульман) Нильссоны с детьми в поисках лучшей жизни прибывают из Швеции в Миннесоту. Они обосновываются на берегу живописного озера, начинают обрабатывать плодородную целину, строят свой первый скромный дом и терпят поначалу довольно суровую нужду. Однако постепенно их быт налаживается, а округу заселяет всё большее число шведских эмигрантов. Тем временем 18-летний брат Карла-Оскара Роберт (Эдди Аксберг) отправляется на поиски золота в Калифорнию.

## В ролях
| Актёр             | Роль                |
| ----------------- | ------------------- |
| Макс фон Сюдов    | Карл-Оскар Нильссон |
| Лив Ульман        | Кристина Нильссон   |
| Эдди Аксберг      | Роберт Нильссон     |
| Пьер Линдстедт    | Арвид               |
| Аллан Эдвалль     | Даниэль             |
| Моника Сеттерлунд | Ульрика             |
| Ханс Альфредсон   | Юнас Петтер         |
| Пер Оскарссон     | пастор Тернер       |

## Награды и номинации
- 1972 — две премии «Золотой жук»: лучший актер (Эдди Аксберг) и лучшая актриса (Моника Сеттерлунд)
- 1972 — премия «Юсси» (Финляндия) лучшему зарубежному кинематографисту (Ян Труэль)
- 1973 — номинация на премию «Оскар» за лучший фильм на иностранном языке
- 1973 — премия Национального совета кинокритиков США лучшей актрисе (Лив Ульман)
- 1973 — премия «Бодиль» (Дания) за лучший европейский фильм (Ян Труэль)
- 1973 — премия «Золотой глобус» за лучший зарубежный фильм на иностранном языке